# Agua Canoa
Agua Canoa är en ort i Mexiko.   Den ligger i kommunen Huautla de Jiménez och delstaten Oaxaca, i den sydöstra delen av landet, 280 km sydost om huvudstaden Mexico City. Agua Canoa ligger 1 621 meter över havet och antalet invånare är 152.
Terrängen runt Agua Canoa är kuperad norrut, men söderut är den bergig. Runt Agua Canoa är det ganska glesbefolkat, med 36 invånare per kvadratkilometer. Närmaste större samhälle är Huautla de Jiménez, 2,2 km norr om Agua Canoa. I omgivningarna runt Agua Canoa växer i huvudsak städsegrön lövskog.